# Sisley Paris
Sisley auch bekannt als Sisley Paris, ist ein französisches Unternehmen, welches im Bereich Luxus-Kosmetik und der Pflege für Gesicht, Körper und Haare tätig ist. Die Forscher der Laboratorien Sisley entwickeln Produkte auf Basis von Pflanzen für verschiedene Hauttypen und Anwendungen: Feuchtigkeitsspendend, Anti-Aging, Körperpflege, Sonnenpflege oder Make-up. Die Marke bietet ein umfangreiches Produktportfolio für Frauen und Männer von Gesichts- und Körperpflege, über Make-up, Parfums und Haarpflege.

## Geschichte
Der Mitbegründer von Orlane (einem Unternehmen im Bereich Kosmetik), Hubert d’Ornano, beschloss 1976, ein kleines Unternehmen zu übernehmen, das 1972 vom Parfumhersteller Jean-François Laporte und Roland de Saint-Vincent, einem seiner engsten Mitarbeiter, gegründet wurde. Er nannte es Sisley, in Anlehnung an den Maler des Impressionismus.
Hubert d’Ornano organisierte das Unternehmen neu und spezialisierte sich auf die Forschung in der Phyto-Kosmetik, dabei ward er von seiner Frau Isabelle unterstützt. Er stützte sich auf die Forschung des Chemikers Egmont Desperrois und sicherte sich eine Positionierung in der Spitzenklasse mit dem Start einer ersten Pflegeserie.
Die Verwendung von ätherischen Ölen und aktiven Pflanzenextrakten in den Schönheitsprodukten war zur damaligen Zeit eine neuartige Idee. „Es handelt sich hier nicht um eine Modeerscheinung in der Verarbeitung von Pflanzen, sondern darum, die erfolgversprechenden, aktiven Bestandteile zu identifizieren und zu verwenden. Die Pflanzen werden zu dem Zeitpunkt geerntet, wo sie in voller Blüte stehen, und dann nach der effizientesten Methode extrahiert. Wir wollen weder ein Kunstwerk schaffen noch um jeden Preis Exotik in unsere Produkte bringen, sondern die beste Synergie und die beste Dosierung für ein optimales Produkt erzielen.“ Dieser Ansatz wird zum Leitmotiv der Marke: den wissenschaftlichen Fortschritt zu nutzen, um starke, aktive Prinzipien aus pflanzlicher Chemie zu isolieren. Dieses Wissen entspringt aus den Extraktions-Technologien, aber auch aus der Wissenschaft der Formulation und der Synergien sowie im Verständnis der Haut und ihrer Mechanismen.
Die Laboratorien von Sisley entwickelten eine komplette Pflegeserie, die Gesichtspflege, Sonnenschutz, Körperpflegeprodukte umfasst sowie eine Produktpalette an Make-up und Parfüm. In puncto Make-up stellte die Marke sich auf dem Markt des pflegenden Make-ups auf. Das Sortiment von Sisley schloss acht Frauenparfums ein. Das bekannteste ist Eau du Soir, die anderen sind Soir de Lune, Soir d’Orient, Izia, Eau Tropicale, und das Trio Eau de Sisley sowie die neueste Kreation Izia. Die Marke bietet auch ein Unisex-Parfum, Eau de Campagne, sowie ein Parfum für Männer, Eau d’Ikar.
2018 kam eine neue Marke zur Pflege und Schönheit der Haare auf den Markt: Hair Rituel by Sisley.
Philippe d’Ornano leitet heute das Unternehmen.
Seit 2007 werden philanthropische Aktionen durch die Stiftung Sisley-d’Ornano entwickelt.

## Geschäftstätigkeit

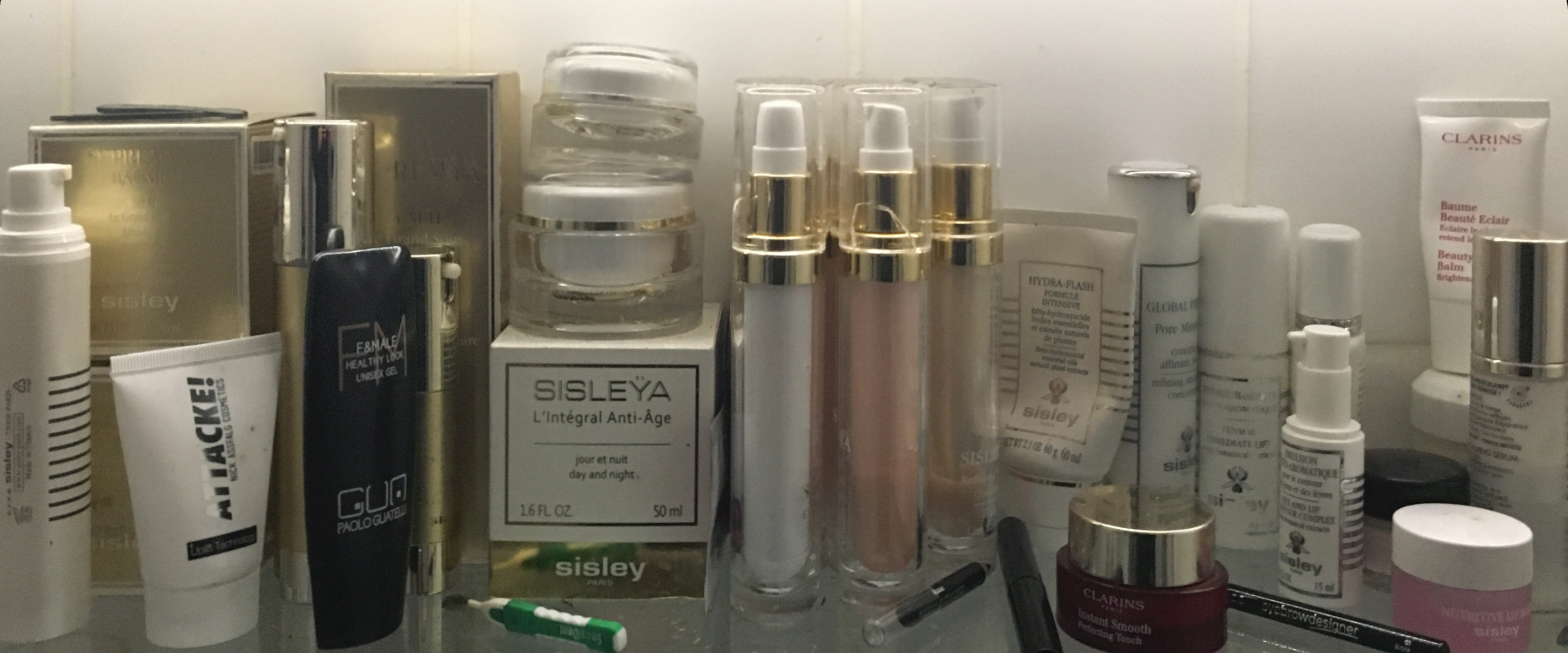
Verschiedene Sisley-Produkte (neben Produkten anderer Hersteller), hauptsächlich zur Hautpflege für Frauen, auf der Ablage unter einem Badezimmerspiegel

Sisley ist ein mittelgroßes Unternehmen, das in 95 Ländern präsent ist und den Vertrieb durch 30 Tochtergesellschaften steuert. 2019 beschäftigt die Gruppe an die 4500 Angestellte mit mehr als 100 verschiedenen Nationalitäten in der ganzen Welt. Die Haupt-Geschäftstätigkeit ist die hochwertige Gesichts- und Körperpflege sowie der Sonnenschutz.
Die Sisley-Produkte werden hauptsächlich über den Kreislauf der selektiven Parfümerie vertrieben, in Kaufhäusern, Apotheken, Spas und Schönheitssalons. Seit einigen Jahren haben auch direkte Verkaufsstellen auf der ganzen Welt eröffnet. Im Jahr 2019 gibt es insgesamt um die 20 Boutiquen und Sisley-Häuser.
Der Sitz von Sisley ist in Paris. Das Unternehmen entwickelt und produziert seine Produkte in Frankreich. Es besitzt zwei Standorte mit dem Label HQE, in Paris und im Val d’Oise. Das Forschungszentrum im Val d’Oise ist mit einem der größten Photovoltaik-Dächer des Großraums Paris ausgestattet, auf einer Fläche von 36.000 m².

## Produkte
- Émulsion écologique
- Reichhaltige Pflege mit Sheabutter
- Eau du Soir
- Sonnenschutz-Gesichtscreme
- Sisleÿa Global Anti-Aging, mit über 2 Millionen verkauften Exemplaren seit dem Verkaufsstart[3]. Wurde 2015 zu Sisleya Intégrale Anti-Age
- Phyto, Make-Up
- Sisleÿa Straffende Pflege, Anti-Faltencreme
- All Day All Year
- Sunleÿa, Sonnenpflege und After Sun Anti Age[4]
- Hydra-Global
- Supremÿa
- Sisleÿum for Men[5]
- Pflegereihe Rose Noire
- Izia
- Phyto Rouge

Hair Rituel by Sisley, eine Marke bestehend aus diversen Produkten zum Waschen, Stylen und Behandeln der Haare sowie Kopfhaut.